# Művészetek és Irodalmak Amerikai Akadémiájának Aranymedálja
Az Művészetek és Irodalmak Amerikai Akadémiájának Aranymedálja az Egyesült Államok egyik irodalmi díja. Két medált ad át évente a Művészetek és Irodalmak Amerikai Akadémiája  (American Academy of Arts and Letters) kimagasló irodalmi teljesítményekért. A két vándordíjat a következő kategóriákban ítélik oda: 
- Szépirodalom és kritika, és festőművészet;
- Életrajz és zene;
- Irodalom és szobrászat;
- Történelem és építészet, tájépítészet is beletartozik;
- Költészet és zene;
- Dráma és Grafikus művészet.

Az aranyérmet az alkotó addigi teljes művészetéért kapja.
Az egyes díjak kategóriákra osztott listái időrendi sorrendben:

## Építészet
- 2020: Peter Eisenman
- 2014: Henry N. Cobb
- 2008: Richard Meier
- 2002: Frank Gehry
- 1996: Philip Johnson
- 1990: Kevin Roche
- 1984: Gordon Bunshaft
- 1979: I. M. Pei
- 1973: Louis Kahn
- 1968: Buckminster Fuller
- 1963: Ludwig Mies van der Rohe
- 1958: Henry R. Shepley
- 1953: Frank Lloyd Wright
- 1949: Frederick Law Olmsted
- 1940: William Adams Delano
- 1930: Charles Adams Platt
- 1921: Cass Gilbert
- 1912: William Rutherford Mead

## Szépirodalom, kritika, esszék
- 2017: Janet Malcolm, Szépirodalom és kritika
- 2011: Eric Bentley, Szépirodalom és kritika
- 2005: Joan Didion, Szépirodalom és kritika
- 1999: Harold Bloom, Szépirodalom
- 1993: Elizabeth Hardwick, Szépirodalom és kritika
- 1987: Jacques Barzun, Szépirodalom
- 1981: Malcolm Cowley, Szépirodalom
- 1975: Kenneth Burke, Szépirodalom
- 1965: Walter Lippmann, Esszé
- 1960: E. B. White, Esszé
- 1955: Edmund Wilson, Esszé
- 1950: H.L. Mencken, Esszé
- 1946: Van Wyck Brooks, Esszé
- 1935: Agnes Repplier, Szépirodalom
- 1925: William Crary Brownell, Szépirodalom
- 1916: John Burroughs, Szépirodalom

## Életrajz
- 2018: Ron Chernow
- 2012: David McCullough
- 2006: Robert Caro
- 2000: R.W.B. Lewis
- 1994: Walter Jackson Bate
- 1988: James Thomas Flexner
- 1982: Francis Steegmuller
- 1976: Leon Edel

## Dráma
- 2016: Wallace Shawn
- 2010: Romulus Linney
- 2004: John Guare
- 1998: Horton Foote
- 1992: Sam Shepard
- 1986: Sidney Kingsley
- 1980: Edward Albee
- 1969: Tennessee Williams
- 1964: Lillian Hellman
- 1959: Arthur Miller
- 1954: Maxwell Anderson
- 1941: Robert E. Sherwood
- 1931: William Gillette
- 1922: Eugene O’Neill
- 1913: Augustus Thomas

## Regény, kisregény, novella
- 2019: Toni Morrison
- 2013: Edgar Lawrence Doctorow
- 2007: John Updike
- 2001: Philip Roth
- 1995: William Keepers Maxwell, Jr.
- 1989: Isaac Bashevis Singer
- 1982: Bernard Malamud
- 1978: Peter Taylor
- 1977: Saul Bellow regény
- 1972: Eudora Welty regény
- 1962: William Faulkner
- 1957: John Dos Passos
- 1952: Thornton Wilder
- 1944: Willa Cather
- 1933: Booth Tarkington
- 1929: Edith Wharton
- 1924: Edith Wharton
- 1915: Charles William Eliot
- 1915: William Dean Howells

## Grafikus művészet
- 2016: Vija Celmins
- 2010: Ed Ruscha
- 1998: Frank Stella
- 1992: David Levine
- 1986: Jasper Johns
- 1980: Peggy Bacon
- 1974: Saul Steinberg
- 1969: Leonard Baskin
- 1964: Ben Shahn
- 1959: George Grosz
- 1954: Reginald Marsh
- 1948: Bruce Rogers

## Történelem
- 2020: David W. Blight
- 2014: Natalie Zemon Davis
- 2008: Edmund S. Morgan
- 2002: John Hope Franklin
- 1996: Peter Gay
- 1990: C. Vann Woodward
- 1984: George F. Kennan
- 1972: Henry Steele Commager
- 1967: Arthur Schlesinger, Jr.
- 1957: Allan Nevins
- 1952: Carl Sandburg
- 1948: Charles Austin Beard
- 1937: Charles M. Andrews
- 1927: William M. Sloane
- 1918: William Roscoe Thayer
- 1910: James Ford Rhodes

## Zene
- 2018: John Adams
- 2015: George Crumb
- 2009: Leon Kirchner
- 2006: Stephen Sondheim
- 2003: Ned Rorem
- 2000: Lukas Foss
- 1997: Gunther Schuller
- 1994: Hugo Weisgall
- 1991: David Diamond
- 1988: Milton Babbitt
- 1985: Leonard Bernstein
- 1982: William Schuman
- 1976: Samuel Barber
- 1971: Elliott Carter
- 1966: Virgil Thomson
- 1961: Rogers H. Sessions
- 1956: Aaron Copland
- 1951: Igor Stravinsky
- 1947: John Alden Carpenter
- 1942: Ernest Bloch
- 1938: Walter Damrosch
- 1928: George W. Chadwick
- 1919: Charles M. Loeffler

## Festészet
- 2017: Wayne Thiebaud
- 2011: Cy Twombly
- 2005: Jane Freilicher
- 1999: Robert Rauschenberg
- 1993: Richard Diebenkorn
- 1987: Isabel Bishop
- 1981: Raphael Soyer
- 1975: Willem de Kooning
- 1970: Georgia O’Keeffe
- 1965: Andrew Wyeth
- 1960: Charles E. Burchfield
- 1955: Edward Hopper
- 1950: John Sloan
- 1942: Cecilia Beaux
- 1932: Gari Melchers
- 1925: Cecilia Beaux
- 1923: Edwin H. Blashfield
- 1914: John Singer Sargent

## Költészet
- 2015: Louise Glück
- 2009: Mark Strand
- 2003: W.S. Merwin
- 1997: John Ashbery
- 1991: Richard Wilbur
- 1985: Robert Penn Warren
- 1979: Archibald MacLeish
- 1973: John Crowe Ransom
- 1968: W. H. Auden
- 1963: William Carlos Williams
- 1958: Conrad Aiken
- 1953: Marianne Moore
- 1939: Robert Frost
- 1929: Edwin Arlington Robinson
- 1911: James Whitcomb Riley

## Szobrászat
- 2019: Lee Bontecou
- 2013: Marc di Suvero
- 2007: Martin Puryear
- 2001: Richard Serra
- 1995: George Rickey
- 1989: Louise Bourgeois
- 1983: Louise Nevelson
- 1977: Isamu Noguchi
- 1971: Alexander Calder
- 1966: Jacques Lipchitz
- 1961: William Zorach
- 1956: Ivan Meštrović
- 1951: James Earle Fraser,
- 1945: Paul Manship
- 1936: George G. Barnard
- 1930: Anna Hyatt Huntington
- 1926: Herbert Adams
- 1917: Daniel Chester French
- 1909: Augustus Saint-Gaudens

## Külső hivatkozások
- A díjazottak listája